# Paul Gargominy
Paul Gargominy, né le 2 septembre 1907 à Sains-Richaumont et mort le 25 février 1984 à Laon, est un homme politique français.

## Détail des fonctions et des mandats
Mandat parlementaire
- 8 décembre 1946 - 6 novembre 1948 : Conseiller de la République de l'Aisne